# كريس أوهير
كريس أوهير (بالإنجليزية: Chris O'Hare) مواليد 23 نوفمبر 1990 في اسكتلندا، هو عداء بريطاني متخصص في 1500 متر.

## الميداليات
| الميدالية | المسابقة                                    |
| --------- | ------------------------------------------- |
| برونزية   | بطولة أوروبا لألعاب القوى 2014              |
| برونزية   | بطولة أوروبا لألعاب القوى داخل الصالات 2015 |

## روابط خارجية
- كريس أوهير على موقع الاتحاد الدولي لألعاب القوى (الإنجليزية)
- كريس أوهير على موقع الدوري الماسي (الإنجليزية)
- كريس أوهير على موقع TFRRS.org (الإنجليزية)
- كريس أوهير على موقع اللجنة الأولمبية الدولية (الإنجليزية)
- كريس أوهير على موقع أوليمبيديا (الإنجليزية)
- كريس أوهير على موقع اللجنة الأولمبية البريطانية (الإنجليزية)